# Liste des saints du VIIe siècle

Cette liste concerne les saints et les bienheureux, reconnus comme tels par l'Église catholique, ayant vécu au VIIe siècle.

## Années 600

### Année 603
| No. | Image | Nom                  | Dates | Informations    |
| --- | ----- | -------------------- | ----- | --------------- |
| 1.  |       | Saint Venant de Luni | +603  | Evêque de Luni. |

### Année 604
| No. | Image      | Nom                | Dates   | Informations |
| --- | ---------- | ------------------ | ------- | ------------ |
| 1.  | sans cadre | Saint Grégoire Ier | 540-604 | Pape.        |

## Années 610

### Année 618
| No. | Image      | Nom               | Dates   | Informations |
| --- | ---------- | ----------------- | ------- | ------------ |
| 1.  | sans cadre | Saint Adéodat Ier | 550-618 | Pape.        |

## Années 630

### Année 639
| No. | Image | Nom                    | Dates   | Informations                           |
| --- | ----- | ---------------------- | ------- | -------------------------------------- |
| 1.  |       | Saint Achaire de Noyon | 569-639 | Moine puis évêque de Noyon et Tournai. |

## Années 650

### Année 650
| No. | Image | Nom                   | Dates   | Informations                                             |
| --- | ----- | --------------------- | ------- | -------------------------------------------------------- |
| 1.  |       | Saint Agile de Rebais | 583-650 | premier abbé de l'abbaye de Rebais, au diocèse de Meaux. |

### Année 659
| No. | Image      | Nom                 | Dates   | Informations                           |
| --- | ---------- | ------------------- | ------- | -------------------------------------- |
| 1.  | sans cadre | Saint Bavon de Gand | 622-659 | Noble devenu moine puis ermite à Gand. |

## Années 660

### Année 664
| No. | Image      | Nom        | Dates | Informations                                                               |
| --- | ---------- | ---------- | ----- | -------------------------------------------------------------------------- |
| 1.  | sans cadre | Saint Cedd | +664  | Évêque anglais évangélisateur des Angles du Milieu et des Saxons de l'Est. |

## Années 670

### Année 675
| No. | Image | Nom                      | Dates   | Informations              |
| --- | ----- | ------------------------ | ------- | ------------------------- |
| 1.  |       | Saint Aigulphe de Lérins | 630-675 | abbé de Lérins et martyr. |

## Années 690

### Année 690
| No. | Image | Nom                        | Dates | Informations         |
| --- | ----- | -------------------------- | ----- | -------------------- |
| 1.  |       | Saint Fromond de Coutances | +690  | Évêque de Coutances. |